# Horní Ledeč
Horní Ledeč (německy Ober Ledetsch) je část města Ledeč nad Sázavou v okrese Havlíčkův Brod. Nachází se na severovýchodě Ledče nad Sázavou. Jihozápadní hranici území tvoří železniční trať Čerčany - Světlá nad Sázavou a má zde i zastávku Horní Ledeč. V roce 2009 zde bylo evidováno 123 adres. V roce 2001 zde trvale žilo 585 obyvatel.
Horní Ledeč leží v katastrálním území Ledeč nad Sázavou o výměře 8,97 km2.
Až do roku 1965 byla Horní Ledeč součástí obce Hradec. Město Ledeč nad Sázavou požádalo vládu o odpojení Horní Ledče od Hradce v roce 1923, tehdy byla žádost vládnou zamítnuta. K Ledči nad Sázavou byla připojena až roku 1965. Historicky byl součástí Hradce celý ostroh mezi Sázavou a Pivovarským (Olešenským) potokem, dnes tvoří hranici mezi Horní Ledčí a jádrovou částí Ledče nad Sázavou železniční trať, takže špice ostrohu s hradem už k Horní Ledči nepatří. 